# Jan Schneider
Jan Schneider (30. března 1934 Písek – 1. prosince 2014) byl český textař, básník, dramatik, scenárista, novinář, překladatel a divadelní organizátor, někdejší redaktor Rádia Svobodná Evropa, muž spojený s organizací cen Thálie. Svá literární díla vydával také pod pseudonymem Jan Chum.

## Život
Narodil se sice v Písku, ale své dětství prožil v jihočeském Táboře, kde úspěšně absolvoval gymnázium. Věnoval se ochotnickému divadlu, které se jmenovalo Intimní scéna. Následně vystudoval statistiku na VŠE Praha a stal se inženýrem. V roce 1956 se jeho překlad básní recitoval v poznaňském literárním kabaretu Žioltodziob, následně se po překladu do francouzštiny objevily i ve studentském časopise pařížské Sorbonny. Doma se poprvé jeho básně objevily na stránkách časopisů, konkrétně Květen a Kultura, v roce 1958.
Následovala spolupráce s malými divadly – Semafor, Paravan, Na Zábradlí, Rokoko. V Semaforu se zviditelnil v roce 1961 pořadem tzv. chuligánských veršů Vo co de, v němž účinkoval spolu s Waldemarem Matuškou a Pavlínou Filipovskou. O rok později odešel do Rokoka a stal se jeho kmenovým autorem, mimo jiné pořadů Rokokokoktejl či úspěšných komedií. Na Zábradlí uváděl spolu s Jaroslavem Jakoubkem šansony zpívané především Ljubou Hermanovou. V plzeňském divadle Alfa napsal spolu s Bohuslavem Ondráčkem písně do komedií Francimor a Edudant a Černej sen, které zpívali Marta Kubišová a Václav Neckář. V Divadle E. F. Buriana uvedl svou burlesku Poetikon. V roce 1967 vznikl první český divadelní muzikál Gentlemani, na němž opět spolupracoval s Bohuslavem Ondráčkem. Uveden byl v Praze i Brně, ale také v Budapešti či západoněmeckém Giessenu.
Písně s jeho texty zpívali např. Marta Kubišová, Helena Vondráčková, Václav Neckář, Waldemar Matuška či Eva Pilarová. V 60. letech působil v Československém rozhlase, kde vedl tehdejší pořad Mikrofórum, což bylo z ideologického hlediska bráno jako konkurence hudebních pořadů Svobodné Evropy typu Afternoon Music. V písňových soutěžích byla jeho tvorba oceněna mimo jiné bronzovým a zlatým Klíčem Intervize, stříbrnou a zlatou Lyrou v Bratislavě, zlatou Synkopou či Grand Prix v Sopotech. Jeho texty však byly kritizovány vrcholnými komunistickými politiky a autor upadl v nemilost.
V roce 1969 odešel z republiky do Německa. Po emigraci a vstupu do mnichovské redakce Rádia Svobodná Evropa uváděl již zmíněný pořad Afternoon Music, současně psal fejetony a komentáře. Pro Svobodnou Evropu pracoval téměř dvacet let, až do počátku let devadesátých, kdy se vrátil zpět do vlasti. Spolu s manželkou Libuší, také bývalou novinářkou, se usadil v Třeboni.
V Německu napsal šest knih a v psaní pokračoval i po návratu do Československa. Zhruba od roku 1998 vydával dvě i tři knihy ročně, sám si je také ilustroval. V roce 2005 se recitálem Vítej, lásko, napsaným pro Martu Kubišovou a Divadlo Ungelt, vrátil k divadelní tvorbě. V roce 2012 získal literární ocenění Zeyerův hrnek.
Zemřel 1. prosince 2014 ve věku 80 let. Poslední rozloučení se uskutečnilo v Písku. Jan Schneider je pochován na břevnovském hřbitově u sv. Markéty, (někdy se mylně uvádí písecký Lesní hřbitov), kam byla posléze pohřbena i jeho žena. Supraphon v dubnu 2016 vydal jeho výběrové album Jan Schneider a kamarádi: Musím zpívat dál.

## Divadelní a rozhlasová tvorba
- muzikál Bel-ami (1966) s hudbou Jana Bedřicha na motivy slavného románu Guye Maupassanta (účinkovali mj. Josef Somr a Věra Galatíková)
- autor prvního českého divadelního muzikálu Gentlemani (1967) s hudbou Bohuslava Ondráčka
- rozhlasový seriál Hlas X uvádí...
- rozhlasový seriál Písničky pro Petra a Lucii (účinkovali Michal Pavlata a Hana Kofránková)

## Z písňových textů
- Ó, baby, baby – Marta Kubišová, Helena Vondráčková
- Hej, pane zajíci – Helena Vondráčková a Marta Kubišová
- Soud – Václav Neckář
- Nebeskej kovboj – Waldemar Matuška
- Don diri don – Waldemar Matuška
- Hříbě – Helena Vondráčková a Václav Neckář
- Magdaléna – Marta Kubišová
- Requiem – Eva Pilarová
- Óda na příští století – Helena Blehárová

## Knižní tvorba
- Pro Petra a Lucii (1967), nakl. Panton
- Zlato pro dva slavíky (1968), nakl. MAGNET (společně s Libuší Jelínkovou, jeho pozdější ženou)
- Květinové hry (1998), nakl. Torst, ISBN 80-7215-078-2
- 2000 - Motáky z konce milénia (1999), nakl. Schneider-vydavatelství, ISBN 80-238-3865-2
- Pláž šedých panterů (1999), nakl. Schneider-vydavatelství, ISBN 80-238-3770-2
- Šenkýřka krásy. Verše stověžaté (2000), nakl. Schneider-vydavatelství, ISBN 80-238-4754-6
- Klíče od jezera (2000), nakl. Schneider-vydavatelství, ISBN 80-238-4753-8
- Sedm zamilovaných (2001), nakl. Schneider-vydavatelství, ISBN 80-238-6199-9
- V srdci galského kohouta. Vademecum pro toulavé Čechoevropany 1. (2001), Bílomodrý fén, nakl. Schneider-vydavatelství, ISBN 80-238-6198-0
- Polidštění králíka (2002), nakl. Schneider-vydavatelství, ISBN 80-238-7814-X
- Jihočeský kaleidoskop (2002), nakl. Schneider-vydavatelství, ISBN 80-238-7813-1
- Bílomodrý fén. Vademecum pro toulavé Čechoevropany 2. (2002), nakl. Schneider-vydavatelství, ISBN 80-238-8522-7
- Kočičí zlato. Šlágry, šansony & parlanda rocků rockové rebelie (2003), nakl. Schneider-vydavatelství, ISBN 80-238-9611-3
- Teroristé v nás (2003), nakl. Schneider-vydavatelství, ISBN 80-239-0282-2
- Příštipky k vlašské botě. Vademecum pro toulavé Čechoevropany 3. (2003), nakl. Schneider-vydavatelství, ISBN 80-238-9610-5
- Europortréty z galerie známých i zpola zapomenutých (2004), nakl. Schneider-vydavatelství, ISBN 80-239-1874-5
- Tornáda. Evropánům v Bruselu. Troubadurské verše vylovené z ústí katalánské řeky Gaiá (2004), nakl. Schneider-vydavatelství, ISBN 80-239-1875-3
- Písmo větrných mlýnů. Vademecum pro toulavé Čechoevropany 4. (2004), nakl. Schneider-vydavatelství, ISBN 80-239-1876-1
- Lunety 06. Kalendářní čtivo (2005), nakl. Schneider-vydavatelství, ISBN 80-239-4178-X
- Nepohodové Náhledy Nedočecha. O iluzích jako příčinách mnoha českých šlamastyk (2006), nakl. Schneider-vydavatelství, ISBN 80-239-7261-8
- Písně proclené v Ungeltu (2007), nakl. Schneider-vydavatelství
- Sloky vánoční (2008), nakl. MOBA, ISBN 978-80-243-3514-8
- Spamy bohyně sváru (2008), nakl. Schneider-vydavatelství, ISBN 978-80-254-1519-1
- Ester nebo HADASA (2009), nakl. Schneider-vydavatelství, ISBN 978-80-254-3931-9
- Trubadúr v harému (2010), nakl. Schneider-vydavatelství, ISBN 978-80-254-6233-1
- Transmutace dcery posledního alchymisty (2010), nakl. Schneider-vydavatelství, ISBN 978-80-254-6234-8
- Studiosus s rolničkami (2011), nakl. Schneider-vydavatelství, ISBN 978-80-254-9134-8
- Proti dírám v paměti (2012) nakl. JAVA Třeboň ISBN 978-80-260-1202-3
- Lišejník namísto sametu (2013) nakl. JAVA Třeboň ISBN 978-80-260-4037-8